# Річард Кайнд

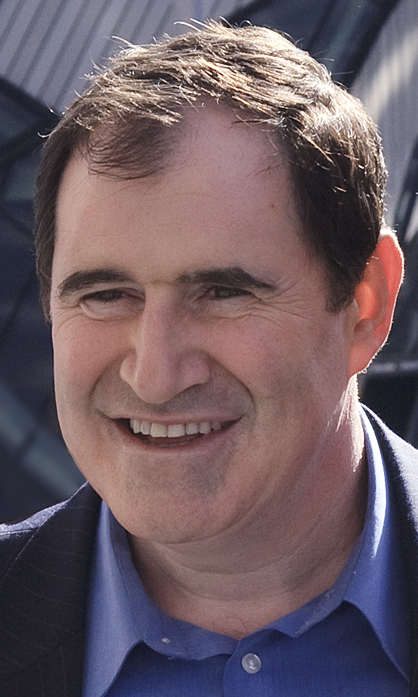
Річард Кайнд на Торонтському міжнародному кінофестивалі (2009 рік)

Річард Джон Кайнд (англ. Richard John Kind; нар. 22 листопада 1956, Трентон, Нью-Джерсі) — американський актор, відомий своїми ролями у комедіях: «У захваті від тебе» (1992—1999, 2019), «Спін Сіті» (1996—2002) та «Угамуй свій запал» (2002—2020); а також у фільмі «Серйозна людина» (2009). Він також озвучував персонажів мультсеріалу «Тачки» (2006), «Історія іграшок 3» (2010), «Тачки 2» (2011) та «Думками навиворіт» (2015).

## Життєпис
Річард Кайнд народився в єврейській родині Еліс і Семюеля Кайнд. Мати була домогосподаркою, а батько ювеліром. Виріс разом зі своєю молодшою сестрою Джоан в окрузі Бакс, штат Пенсільванія. У 1974 році закінчив середню школу Пеннсбері, в 1978 році став випускником Північно-Західного університету, де він був у братстві Sigma Alpha Epsilon. Одружений, троє дітей. Часто працює з Біллом Лоуренсом. Любить грати в гольф. Найкращий друг Річарда — Джордж Клуні.

## Фільмографія
| Роки      | Назви                                  | Оригінальні назви                  | Ролі                                    | Примітки                                              |
| --------- | -------------------------------------- | ---------------------------------- | --------------------------------------- | ----------------------------------------------------- |
| 2024      | Самотні вовки                          | Wolfs                              | батько                                  |                                                       |
| 2023      | Родичі поза законом                    | The Out-Laws                       | Ніл Браунінг                            |                                                       |
| 2022      | Наглядач                               | The Watcher                        | Мітч                                    | 4 епізоди                                             |
| 2022      | Бівис і Батхед                         | Beavis and Butt-Head               | рабин (голос)                           | 9 сезон, 19 епізод                                    |
| 2021      | Тік-так, бум!                          | Tick, Tick... Boom!                | Волтер Блум                             |                                                       |
| 2021      | Зоряний шлях: Нижні палуби             | Star Trek: Lower Decks             | Doopler (голос)                         | 2 сезон, 5 епізод                                     |
| 2020      | Фестиваль Ріфкіна                      | Rifkin's Festival                  | батько Морта                            |                                                       |
| 2020      | Сімпсони                               | The Simpsons                       | кінорежисер (голос)                     | епізод «A Springfield Summer Christmas for Christmas» |
| 2005-2020 | Американський тато!                    | American Dad!                      | Аль Туттл / продавець машин (озвучення) | мультсеріал, 32 епізоди                               |
| 2020      | Бульварні жахіття: Місто янголів       | Penny Dreadful: City of Angels     | Сем Блум                                | телесеріал, 1 епізод                                  |
| 2017-2020 | Ґолдберги                              | The Goldbergs                      | Майкл Міковіц                           | телесеріал, 3 епізоди                                 |
| 2020      | Бургери Боба                           | Bob's Burgers                      | Джулс (озвучення)                       | мультсеріал, 1 епізод                                 |
| 2002-2020 | Зменш свій ентузіазм                   | Curb Your Enthusiasm               | кузен Енді                              | телесеріал, 7 епізодів                                |
| 2017-2020 | Рапунцель: Серіал                      | Tangled: The Series                | Монті (озвучення)                       | мультсеріал, 10 епізодів                              |
| 2020      | Белла Бінго. Курячий забіг             | Elleville Elfrid                   | пан Джексон                             |                                                       |
| 1992-2019 | У захваті від тебе                     | Mad About You                      | д-р Марк Деванов                        | телесеріал, 42 епізоди                                |
| 2019-2022 | Хороша боротьба                        | The good fight                     | суддя Алан Дейвіс                       | 2 епізоди                                             |
| 2019-2021 | Події минулого тижня з Джоном Олівером | Last Week Tonight with John Oliver | Річард Саклер / Риба-крапля (голос)     | 3 епізоди                                             |
| 2019      | Очевидне                               | Transparent                        | Говард                                  | епізод «Фінал мюзиклу»                                |
| 2019      | Сенсація                               | Bombshell                          | Руді Джуліані                           |                                                       |
| 2018-2019 | Юний Шелдон                            | Young Sheldon                      | Айра Розенблюм                          | телесеріал, 3 епізоди                                 |
| 2017-2019 | Великий Рот                            | Big Mouth                          | Марті Глуберман (озвучення)             | мультсеріал, 19 епізодів                              |
| 2019      | Життя в деталях                        | Life in Pieces                     | Cтюарт                                  | телесеріал, 1 епізод                                  |
| 2012-2019 | Закон і порядок: Спеціальний корпус    | Law & Order: Special Victims Unit  |                                         | телесеріал, 4 епізоди                                 |
| 2014-2019 | Ґотем                                  | Gotham                             | Обрі Джеймс                             | телесеріал, 13 епізодів                               |
| 2014-2017 | Червоні дуби                           | Red Oaks                           | Сем Меєрс                               | телесеріал, 24 епізоди                                |
| 2017      | Бібліотекарі                           | The Librarians                     | Бенні Конопка                           | епізод «…і викрадення удачі»                          |
| 2017      | Субурбікон                             | Suburbicon                         | Джон Сірс                               |                                                       |
| 2016      | Елементарно                            | Elementary                         | Трент Гарбі                             | телесеріал, 1 епізод                                  |
| 2015      | Думками навиворіт                      | Inside Out                         | Бінг Бонг (озвучення)                   | мультфільм                                            |
| 2015      | Незламна Кіммі Шмідт                   | Unbreakable Kimmy Schmidt          | пан Лефковіц                            | телесеріал, 1 епізод                                  |
| 2014      | Шоу Майкла Джей Фокса                  | The Michael J. Fox Show            | містер Норвуд                           | епізод 13 «Таємниця»                                  |
| 2014      | Акулячий торнадо 2: Другий за рахунком | Sharknado 2: The Second One        | Гарланд «Бластер» МакГіннес             |                                                       |
| 2014      | Буває й гірше                          | The Middle                         | д-р Ніллер                              | телесеріал, 1 епізод                                  |
| 2014      | Хор                                    | Glee                               | пан Ріфкін                              | телесеріал, 1 епізод                                  |
| 2005-2013 | Вулиця Сезам                           | Sesame Street                      |                                         | телесеріал, 2 епізоди                                 |
| 2013      | Гарна дружина                          | The Good Wife                      | суддя Алан Дейвіс                       | 5 сезон, 6 епізод                                     |
| 2013      | До смерті красива                      | Drop Dead Diva                     | Марті Фрамм                             | 5 сезон, 11 епізод                                    |
| 2011-2012 | Удача                                  | Luck                               | Джої Ратберн                            | телесеріал, 10 епізодів                               |
| 2012      | Санта-Лапус 2: Санта Пупси             | Santa Paws 2: The Santa Pups       | Едді, собака-ельф (озвучення)           |                                                       |
| 2012      | Арго                                   | Argo                               | Макс Кляйн                              |                                                       |
| 2011      | Фінеас і Ферб                          | Phineas and Ferb                   | Executive (голос)                       | епізод «Перрі актордзьоб»                             |
| 2011      | Містер Саншайн                         | Mr. Sunshine                       | Род МакДеніел                           | 2 епізоди                                             |
| 2011      | Тачки 2                                | Cars 2                             | Ван (озвучення)                         |                                                       |
| 2009-2011 | Пінгвіни Мадагаскару                   | The Penguins of Madagascar         | Роджер (озвучення)                      | мультсеріал, 6 епізодів                               |
| 2010      | Чорна мітка                            | Burn Notice                        | Марв                                    | 3 епізоди                                             |
| 2010      | Противага                              | Leverage                           | Мер Бредфорд Калпеппер III              | 2 епізоди                                             |
| 2010      | У пошуках Санта Лапуса                 | The Search for Santa Paws          | Едді, собака-ельф (озвучення)           | відеофільм                                            |
| 2010      | Потойбічне                             | Hereafter                          | Крістос                                 |                                                       |
| 2010      | Історія іграшок 3                      | Toy Story 3                        | Книжковий хробак (озвучення)            |                                                       |
| 2009      | Цуценята Санти (Video)                 | Santa Buddies                      | Едді, собака-ельф (озвучення)           |                                                       |
| 2009      | Дора-мандрівниця                       | Dora the Explorer                  | жадібний король (голос)                 | 5 сезон, 14 епізод                                    |
| 2009      | Чаудер                                 | Chowder                            | Гамбо (голос)                           | епізод «Смертельний лабіринт»                         |
| 2009      | Генії                                  | Lightbulb                          | Ньюкін                                  |                                                       |
| 2009      | Серйозна людина                        | A Serious Man                      | Дядько Артур                            |                                                       |
| 2008      | Доктор Дуліттл 4: Рівняння на хвіст    | Dr. Dolittle: Tail to the Chief    | Бабак (озвучення)                       | відеофільм                                            |
| 2007      | Два з половиною чоловіки               | Two and a Half Men                 | Арті                                    | телесеріал, 1 епізод                                  |
| 2007      | Великий Стен                           | Big Stan                           | Мел                                     |                                                       |
| 2007      | Відвідувач                             | The Visitor                        | Джейкоб                                 |                                                       |
| 2007      | Ясновидець                             | Psych                              | Г'юґо                                   | телесеріал, 1 епізод                                  |
| 2007      | Закон і порядок: Злочинні наміри       | Law & Order: Criminal Intent       | Ернест Фолі                             | телесеріал, 1 епізод                                  |
| 2006      | Зоряна брама: Атлантида                | Stargate: Atlantis                 | Люцій Левін                             | телесеріал, 2 епізоди                                 |
| 2006      | Дика природа                           | The Wild                           | Леррі (озвучення)                       | мультфільм                                            |
| 2006      | Тачки                                  | Cars                               | Ван (озвучення)                         | мультфільм                                            |
| 2005      | Продюсери                              | The Producers                      | Юрі Форман                              |                                                       |
| 2005      | Чаклунка                               | Bewitched                          | Ебнер Кравіц                            |                                                       |
| 2003-2004 | Клініка                                | Scrubs                             | пан Корман                              | телесеріал, 4 епізоди                                 |
| 2004      | Батько прайду                          | Father of the Pride                | Зебра (голос)                           | 2 епізоди                                             |
| 2004      | Подруги                                | Girlfriends                        | Пітер Міллер                            | 4 сезон, 12 епізод                                    |
| 2004      | Елвіс вийшов з дому                    | Elvis Has Left the Building        | Палаючий Елвіс                          |                                                       |
| 2004      | Ґарфілд                                | Garfield: The Movie                | Тато Пацюк (озвучення)                  |                                                       |
| 2003-2007 | Кім Всеможу                            | Kim Possible                       | Frugal Lucre (голос)                    | 5 епізодів                                            |
| 2003      | Журнал мод                             | Just Shoot Me!                     | Джиммі Корш                             | 7 сезон, 19 епізод                                    |
| 2003      | Станційний доглядач                    | The Station Agent                  | Луїс Тібоні                             |                                                       |
| 2002      | Сипучі піски                           | Quicksand                          | Кенсінгтон                              |                                                       |
| 2002      | Сповідь небезпечної людини             | Confessions of a Dangerous Mind    | кастинг-директор                        |                                                       |
| 1996-2002 |                                        | Spin City                          | Пол Лессітер                            | телесеріал, 145 епізодів                              |
| 1999      | Дика сімейка Тонберів                  | The Wild Thornberrys               | Лірохвіст (озвучення)                   | 2 сезон, 8 епізод                                     |
| 1998-1999 |                                        | Brand Spanking New! Doug           | Боббі (озвучення)                       | телесеріал, 31 епізод                                 |
| 1998      | Пригоди Фліка                          | A Bug's Life                       | Молт (озвучення)                        |                                                       |
| 1997      | Холод у серці                          | Cold Around the Heart              | адвокат Неббіш                          |                                                       |
| 1994      | Джиммі-Голлівуд                        | Jimmy Hollywood                    | злий водій                              |                                                       |
| 1994      | Зоряна брама                           | Stargate                           | Гері Меєр                               |                                                       |
| 1994      | Няня                                   | The Nanny                          | Джеффрі Нідлмен                         | Епізод «Драматург»                                    |
| 1994      | Велике кіно Кліффорда                  | Clifford                           | Джуліен Деніелс                         |                                                       |
| 1992      | Том і Джеррі: Фільм                    | Tom and Jerry: The Movie           | Том (озвучення)                         |                                                       |
| 1992      | Містер Суботній вечір                  | Mr. Saturday Night                 | репортер                                |                                                       |
| 1990-1991 |                                        | Carol & Company                    |                                         | телесеріал, 32 епізоди                                |